# Ruperto Herrera
Ruperto Nicolás Herrera Tabio (L'Avana, 6 dicembre 1949) è un ex cestista cubano.
È il padre di Roberto e di Ruperto Herrera García. È il segretario generale del Comitato Olimpico Cubano.

## Carriera
Con Cuba ha disputato tre edizioni dei Giochi olimpici (Monaco 1972, Montréal 1976, Mosca 1980) e due dei Campionati mondiali (1970, 1974).